# Лупсарь
Лупсарь — река в России, протекает в Никольском и Бабушкинском районах Вологодской области. Правый приток реки Святица (приток Унжи).

## География
Река Лупсарь берёт начало в 10 км западнее нежилой деревни Анюг на границе Никольского и Бабушкинского районов. Почти всё течение проходит по территории Бабушкинского. Течёт через берёзово-осиновые леса вдали от населённых пунктов. Устье реки находится у границы с Костромской областью в 34 км по правому берегу реки Святица. Длина реки составляет 17 км.

## Данные водного реестра
По данным государственного водного реестра России относится к Верхневолжскому бассейновому округу, водохозяйственный участок реки — Унжа от истока и до устья, речной подбассейн реки — Бассей притоков Волги ниже Рыбинского водохранилища до впадения Оки. Речной бассейн реки — (Верхняя) Волга до Куйбышевского водохранилища (без бассейна Оки).
Код объекта в государственном водном реестре — 08010300312110000015235.